# Hovarörhöna
Hovarörhöna (Hovacrex roberti) är en förhistorisk utdöd fågel i familjen rallar inom ordningen tran- och rallfåglar. 
Fågeln beskrevs 1897 utifrån subfossila lämningar funna på centrala Madagaskar. Den var en stor rörhöneliknande fågel, ungefär lika stor som tasmansk rörhöna (Tribonyx mortierii) och placerades därför ursprungligen i Tribonyx men förs numera som ensam art till Hovacrex. Den kan också vara en del av rörhönsen i Gallinula.
Eftersom man hittills inte funnit vingben från fågeln är det osäkert huruvida hovarallen kunde flyga eller inte. Vidare kunskap om fågeln och varför den dog ut saknas.